# ماکوشیه
ماکوشیه (به لاتین: Makosieje) یک روستا در لهستان است که در گمینا کالینووو واقع شده‌است.